# Championnats d'Afrique de gymnastique aérobic 2020
Navigation
Brazzaville 2018 Le Caire 2022
Les championnats d'Afrique de gymnastique aérobic 2020 se déroulent du 12 au 16 mars 2020 à Charm el-Cheikh, en Égypte,
Les championnats comprennent des épreuves seniors et juniors.
Ces championnats sont organisés conjointement avec les championnats d'Afrique de gymnastique rythmique.

## Médaillés
| Épreuve     | Or                                                         | Argent                                                                      | Bronze                                                   |
| ----------- | ---------------------------------------------------------- | --------------------------------------------------------------------------- | -------------------------------------------------------- |
| Équipes     | Égypte Omar Elmaraghy Mai Elsayed Khaled Ahmed Ahmed Askar | Bénin Alexandrine Gninou Dieudonné Kitty Amdivie Kouhounha Rodrigue Ahissou | Non décernée                                             |
| Solo hommes | Omar Elmaraghy (EGY)                                       | Khaled Ahmed (EGY)                                                          | Ahmed Askar (EGY)                                        |
| Solo femmes | Toka Elbashary (EGY)                                       | Demi Botha (RSA)                                                            | Mariam Elsamni (EGY)                                     |
| Duo mixte   | Égypte Khaled Ahmed Mai Elsayed                            | Égypte Omar Elmaraghy Toka Elbashary                                        | Bénin Dieudonné Kitty Alexandrine Gninou                 |
| Trio mixte  | Égypte Khaled Ahmed Ahmed Askar Mai Elsayed                | Égypte Omar Elmaraghy Toka Elbashary Seifeldin Soliman                      | Bénin Rodrigue Ahissou Dieudonné Kitty Amdivie Kouhounha |